# Den ädla åttafaldiga vägen

De åtta ekrarna i hjulet representerar den ädla åttafaldiga vägen inom buddhismen.

Den ädla åttafaldiga vägen (Pali: ariyo aṭṭhaṅgiko maggo, sanskrit: āryāṣṭāṅgamārga) är inom buddhismen vägen som leder till nirvana och den fjärde och sista ädla sanningen. Den ädla åttafaldiga vägen är en av de principiella lärdomarna inom Theravadaskolan, och som sägs leda till Arahantskap. I Theravada är vägen summerad i tre grenar, sila (moral), samadhi (koncentration) och prajna (visdom). I Mahayana så jämförs den åttafaldiga vägen med Bodhisattvavägen, vilket sägs leda bortom Arahantskap till fullt Buddhaskap.

## Etymologi
Palitermen ariyo aṭṭhaṅgiko maggo (sanskrit: āryāṣṭāṅgamārga) översätts vanligtvis till engelska som "Noble Eightfold Path". Den här översättningen är en konvention påbörjad av tidiga engelska översättare av Buddhistiska texter. Med detta menas det dock inte att vägen är ansedd vara ädel, utan att vägen är av det ädla folket (Pali: arya betydandes 'upplysta, ädla, värdefulla folk'). Termen maggo (Sanskrit: marga) betyder "väg", medan aṭṭhaṅgiko betyder "åttafaldig". Med det skulle en alternativ översättning av ariyo aṭṭhaṅgiko maggo vara "det ädla folkets åttafaldiga väg".

## Den ädla åttafaldiga vägen
- Rätt förståelse: Förståelse av de fyra ädla sanningarna[9][10]
- Rätt avsikt: Avsikt med grund i vänlighet och medkännande, samt avsikt fri från törstande[9][10]
- Rätt tal: Avstå från ljugande, vilseledande, sårande och löst tal eller skvaller.[9][10]
- Rätt handling: Avstå från att skada levande varelser, att ta saker för givna, samt att begå sexuellt klandervärda handlingar som äktenskapsbrott.[9][10]
- Rätt levebröd: Att tjäna in sitt levebröd med rätt tal och rätt handling.[9][10] Vissa källor (på pali) menar även att rätt levebröd inkluderar att avstå från att tjäna sitt levebröd genom att köpa/sälja/tillverka vapen, människor, kött, alkohol/droger, och gifter.[9]
- Rätt ansträngning: Förhindra att ogynnsamma sinnesinställningar uppstår, överge de ogynnsamma sinnesställningar som uppstår, framkalla gynnsamma sinnesinställningar, utveckla framkallade gynnsamma sinnesinställningar.[9][10]
- Rätt medveten närvaro (ej att förväxla med samma term inom psykologin) eller försjunkenhet: Fokus på kroppen, känslor, sinnet och den buddhistiska läran.[9][10]
- Rätt koncentration och meditation: Övning och utveckling av jhana (pali) eller dhyana (sanskrit), vilket är benämningen på olika meditativa tillstånd.[9][10]